# Florissimo
Florissimo est une exposition florale tenue tous les cinq ans dans la ville de Dijon. Créée en 1980, elle propose au Parc des expositions et des congrès de Dijon des expositions de plantes, de fleurs, de fruits et d'oiseaux exotiques provenant de villes françaises et non-francophones, de jardins botaniques, d'écoles agricoles et de sociétés privées. En quelques journées de festivité, ces Floralies internationales rassemblent plusieurs centaines de milliers de spectateurs.
L'édition qui devait se tenir en mars 2020 n’a finalement pas eu lieu en raison d’un différend entre Dijon Congrexpo (gérant du parc des expositions de Dijon) et la ville de Dijon.[réf. souhaitée]

## Historique
En 1978, une petite exposition d’orchidées se tient lors de la « Foire des Loisirs de Dijon », et connait un succès auprès des visiteurs. Ainsi est née l'idée de créer une exposition exotique au Parc des expositions et des congrès de Dijon.
Le 8 mars 1980 la 1re édition de FLORISSIMO est inaugurée et organisée par l’Association du Parc des expositions et des congrès de Dijon avec l’aide de la Ville de Dijon. Elle voit plus de 100 000 visiteurs qui découvrirent ce spectacle floral[source secondaire souhaitée].

## Florissimo en Chiffres
L'exposition représente:
- 15 000 m2 d'exposition
- des milliers de fleurs et de plantes
- 3 ans de préparatifs
- 2 mois de montage
- 7 000 m3 de matériaux
- 200 000 visiteurs attendus

## Thèmes
Initialement, l'exposition a lieu tous les trois ans. Elle est décalée à deux reprises d'un an en 1990 et 2000 pour éviter le chevauchement avec une autre exposition florale : Floralies Internationales de Nantes[réf. souhaitée].
Depuis 2000, l'exposition florale se tient tous les 5 ans pour être en alternance avec les grandes expositions florales européennes[source secondaire souhaitée]. 
- 1980  (1re édition) : Inauguration
- 1983  (2e édition) : "Les papillons exotiques"
- 1986  (3e édition) : "Les oiseaux échassiers"
- 1990  (4e édition) : "La féérie des eaux"
- 1993  (5e édition) : "La musique et les fleurs"
- 1996  (6e édition) : "Les mystères de la jungle"
- 2000  (7e édition) : "Les paradis marins et exotiques"
- 2005  (8e édition) : "Les orchidées du monde"
- 2010  (9e édition) : "Jeux aquatiques et plantes exotiques"
- 2015  (10e édition) : "Symphonie de la lumière et du végétal"

## Florissimo 2010

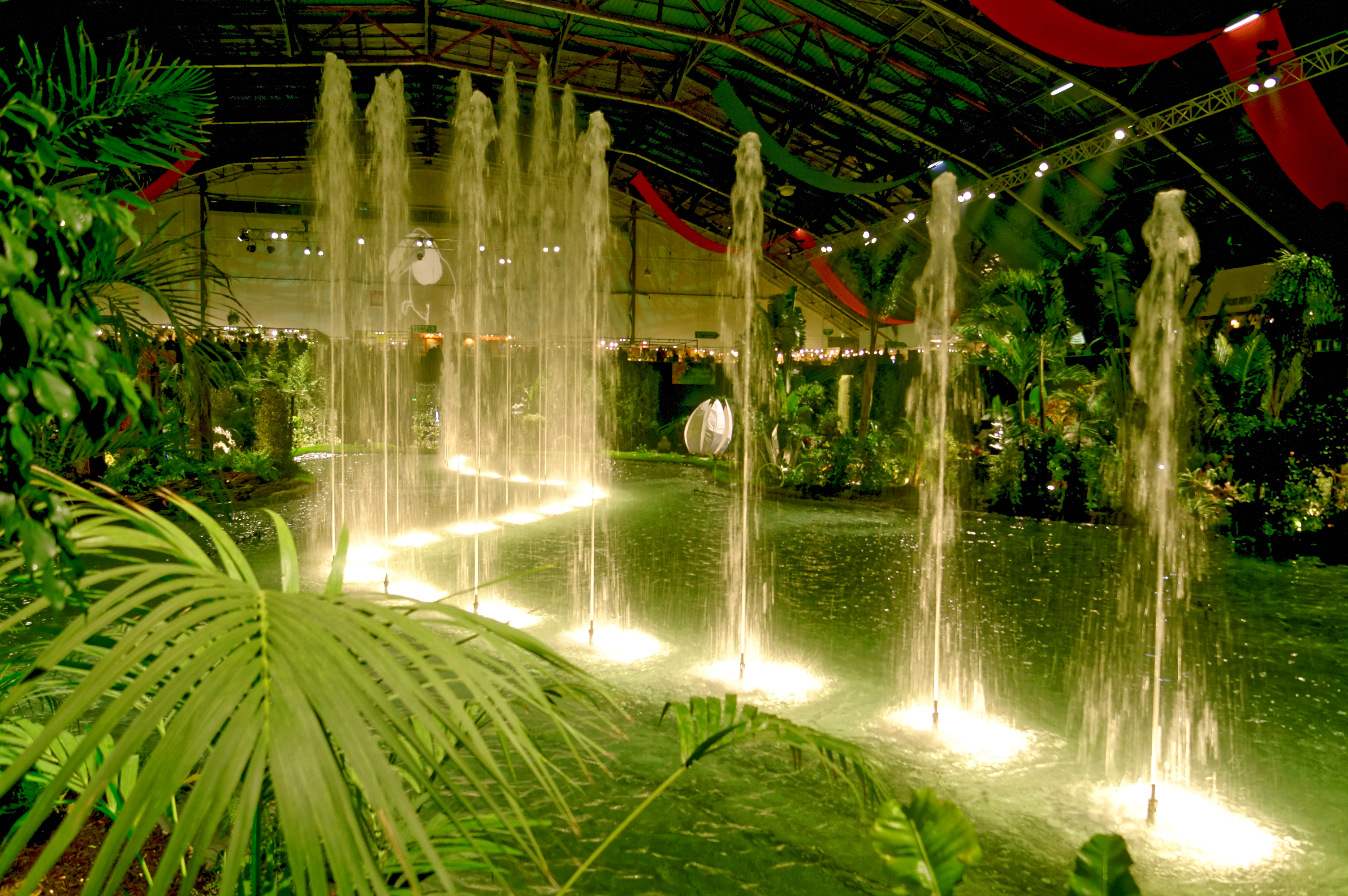
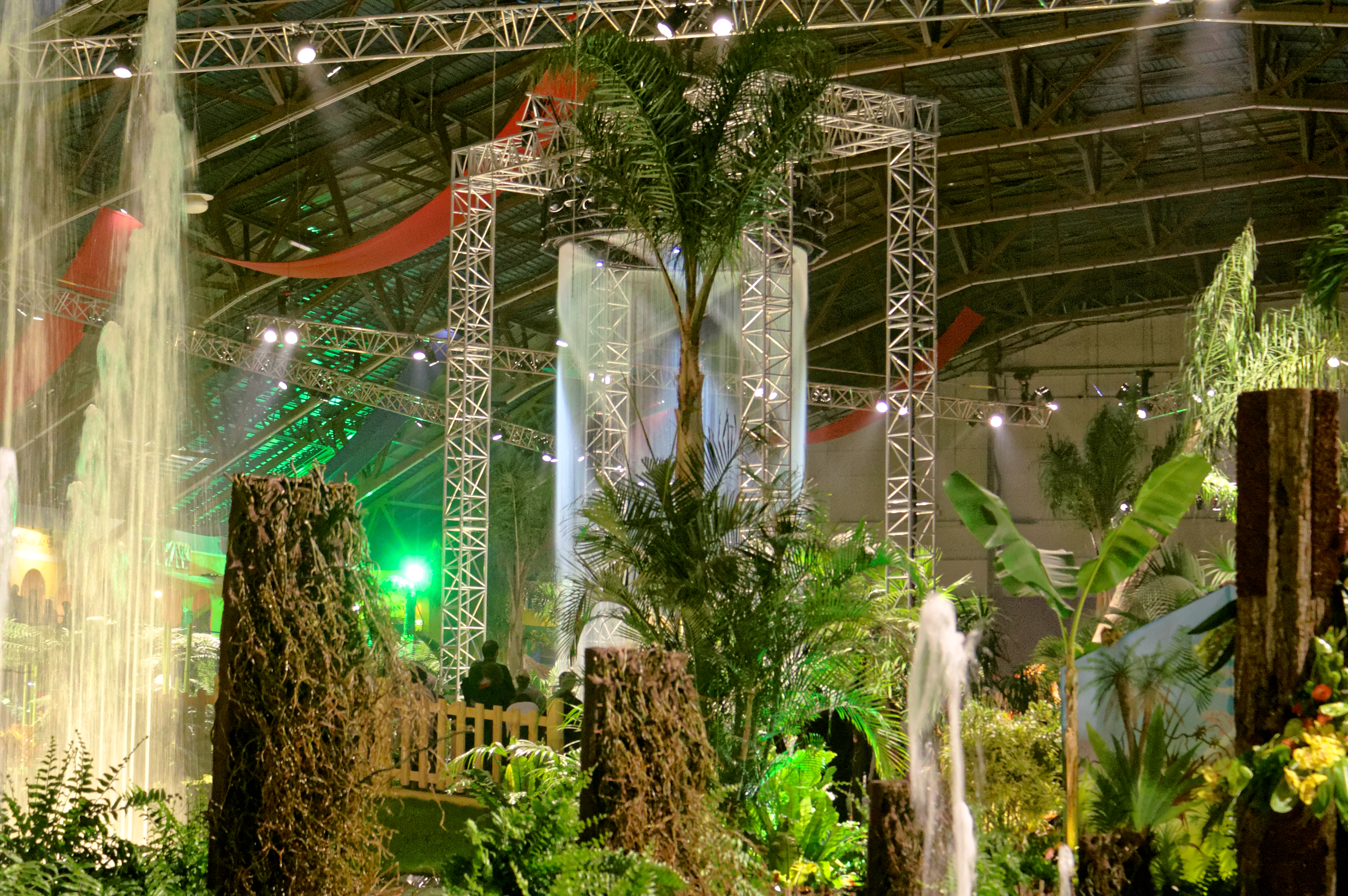
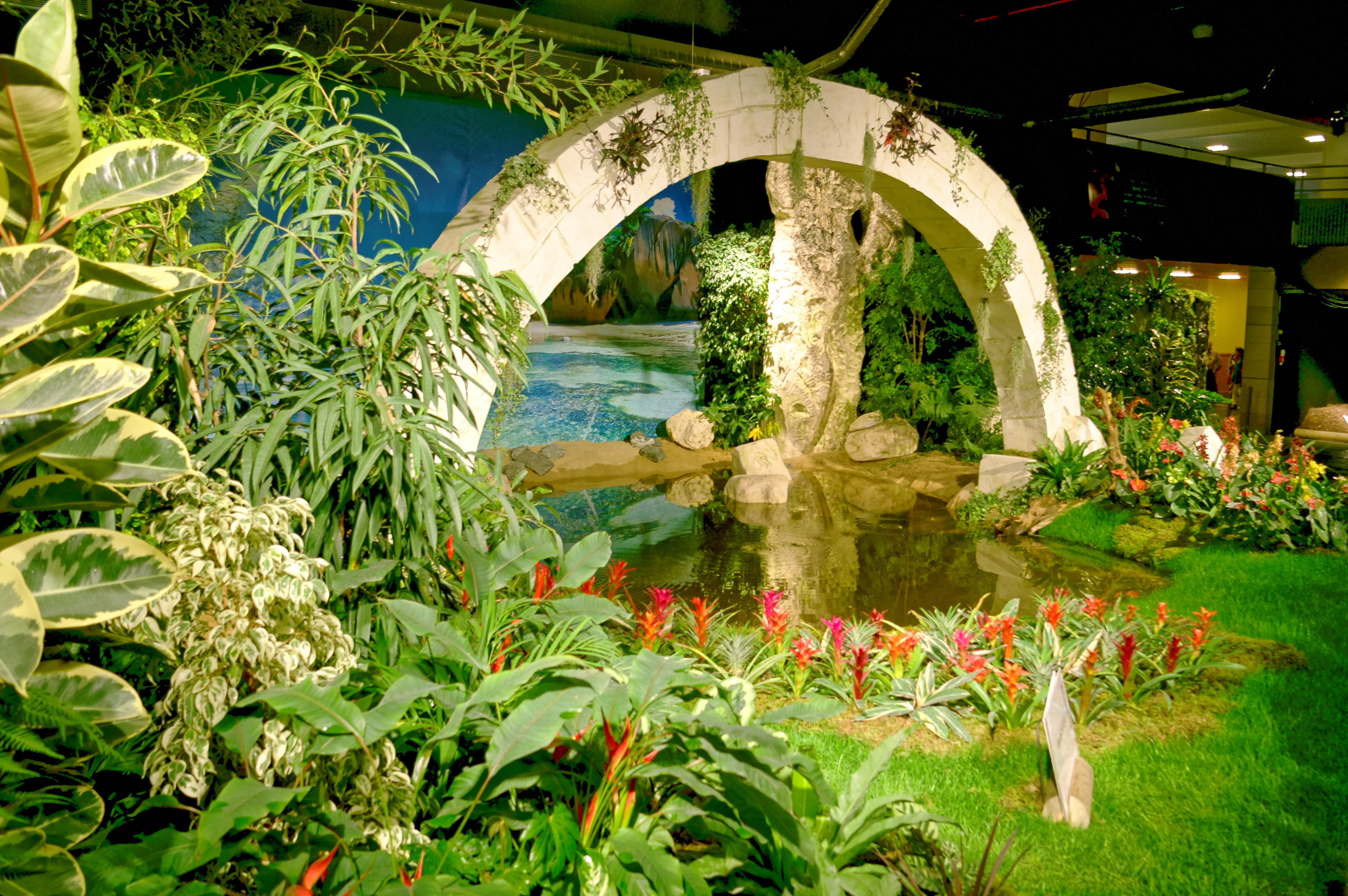
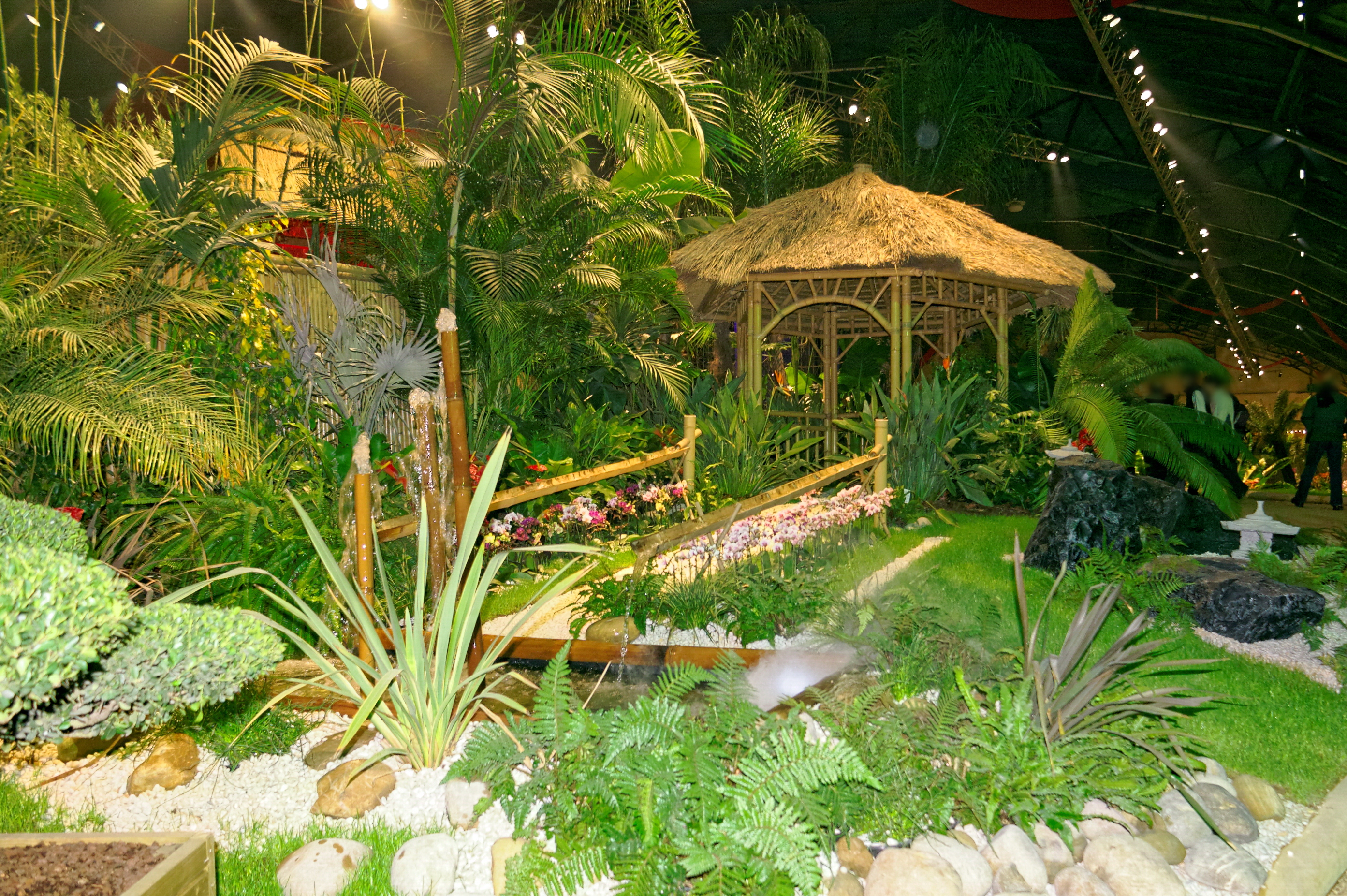
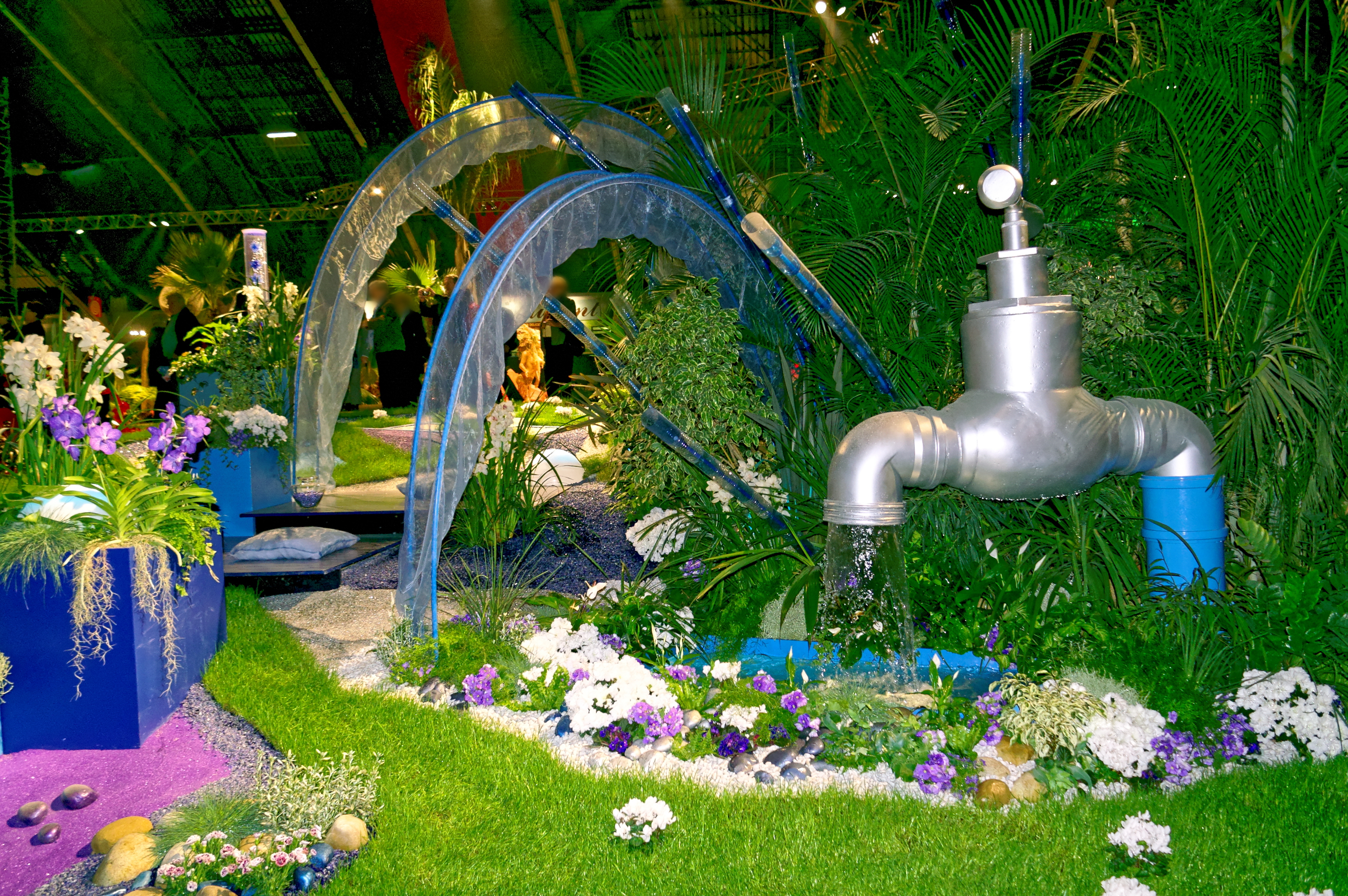
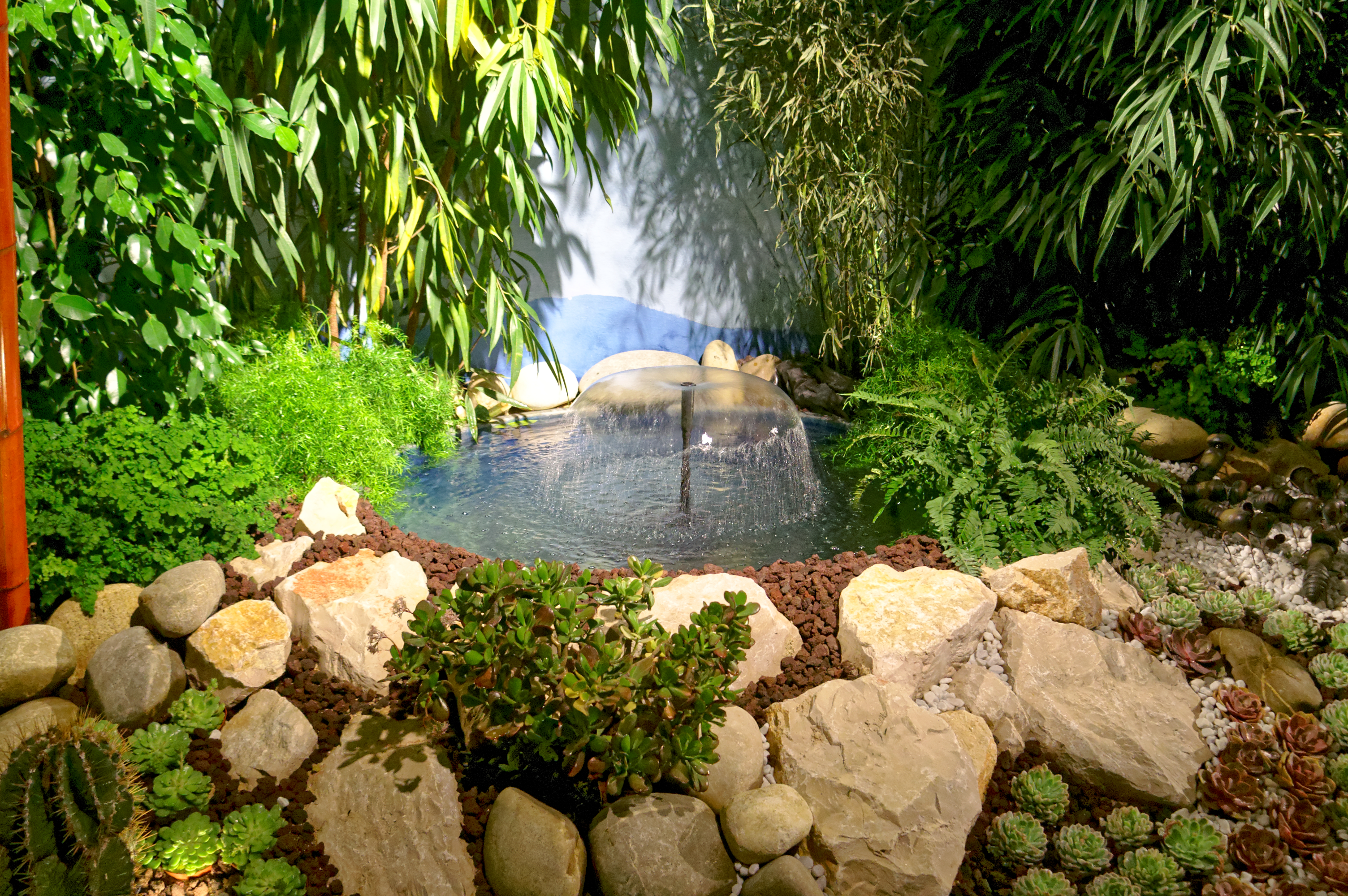
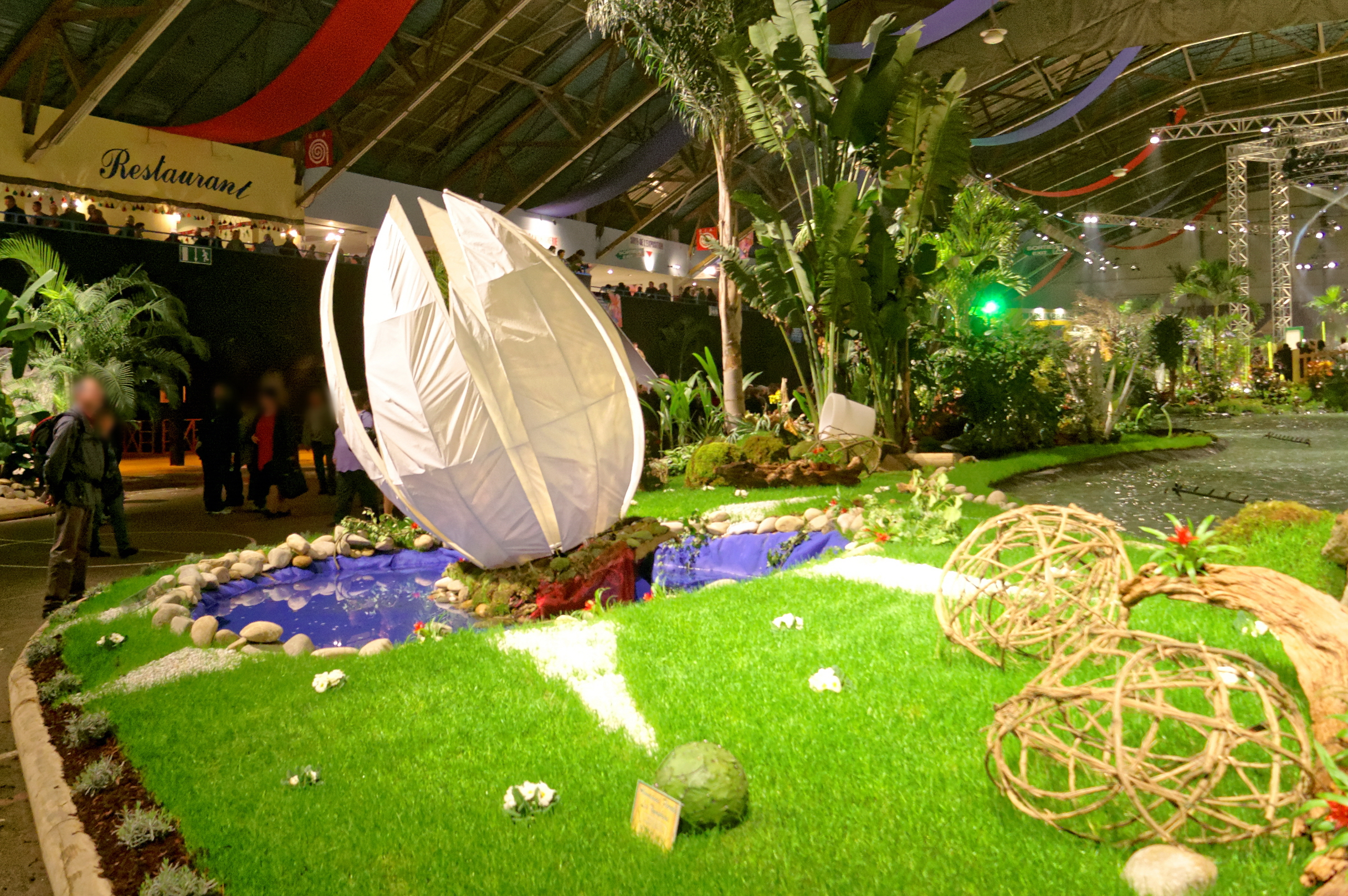

## Florissimo 2015

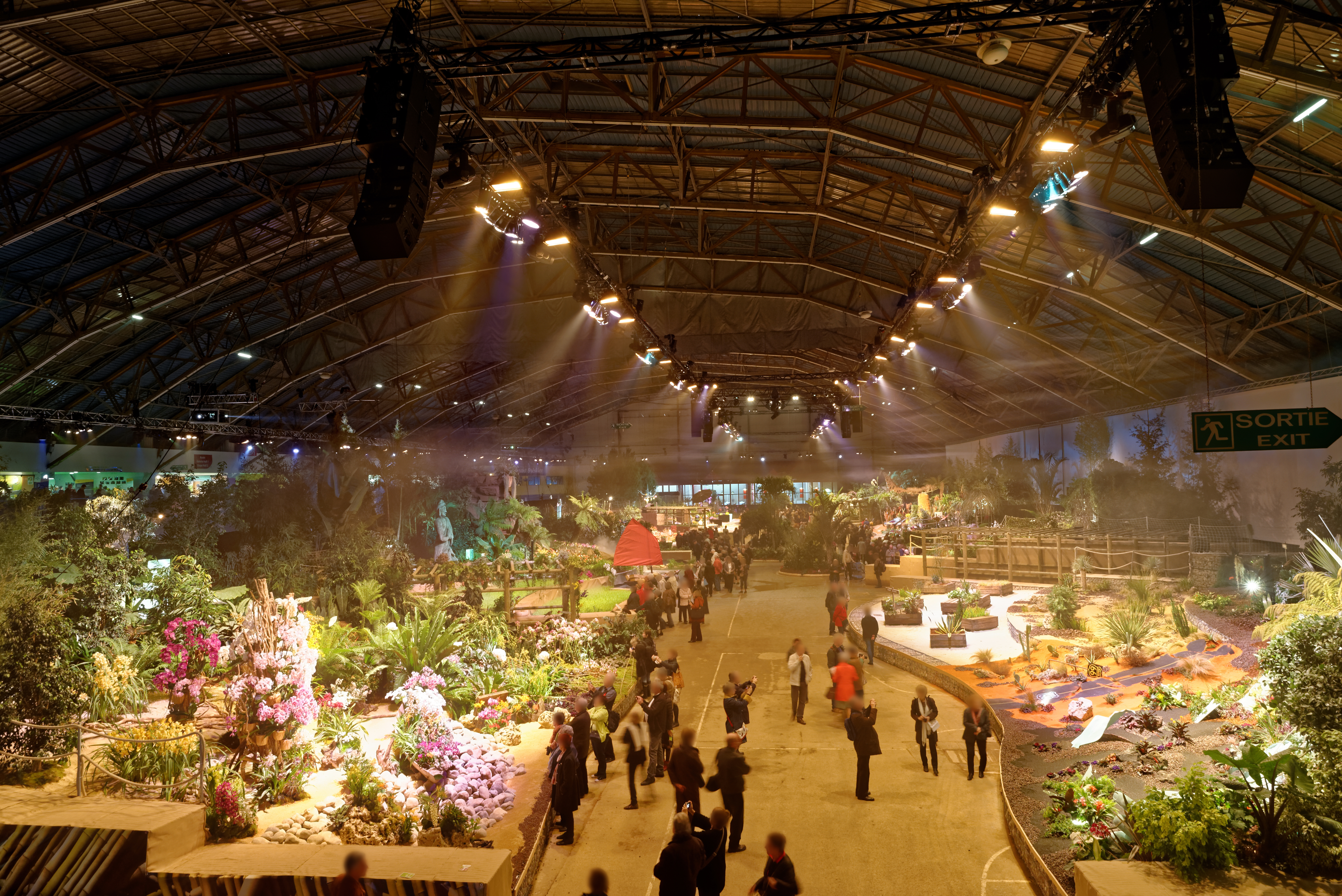
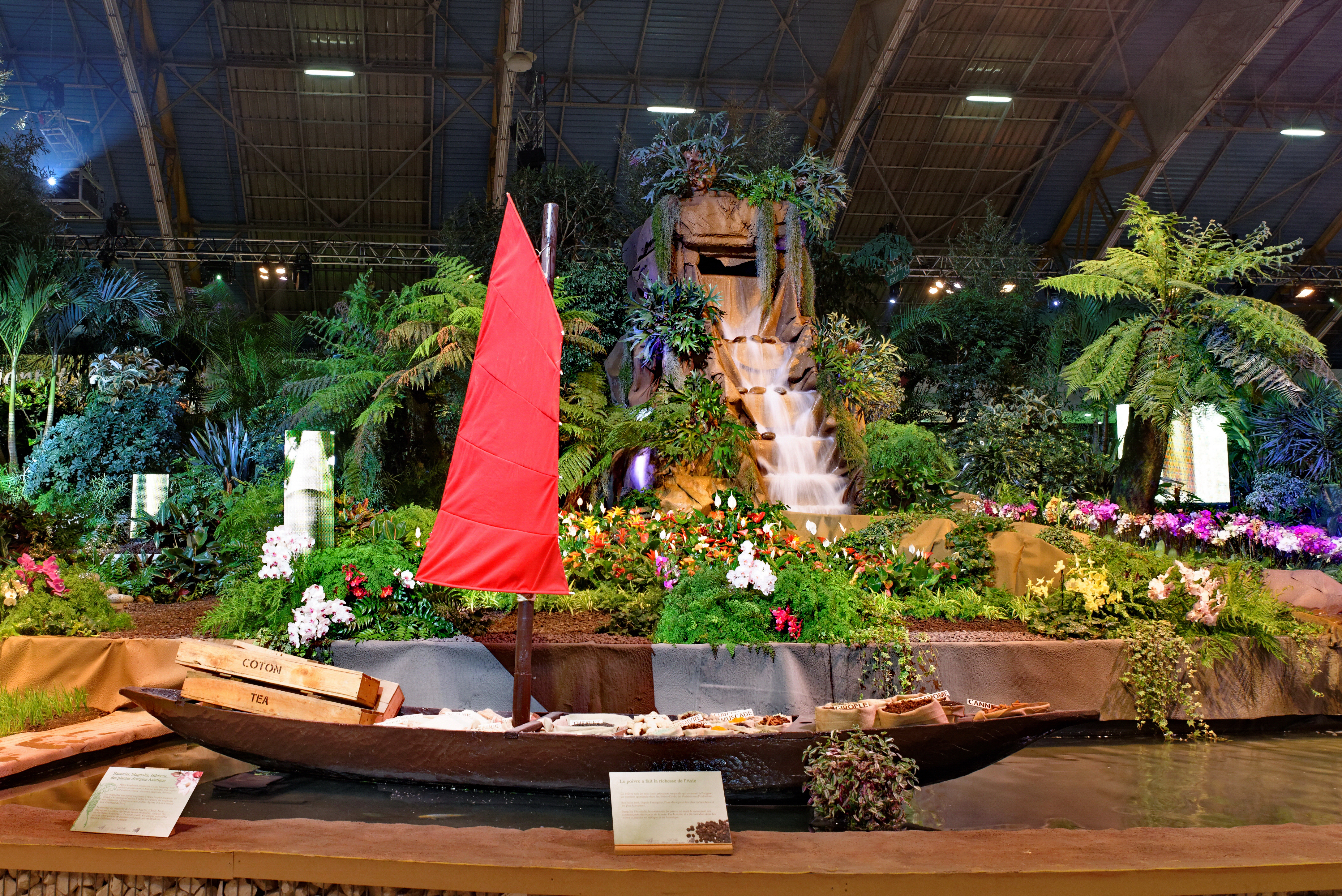
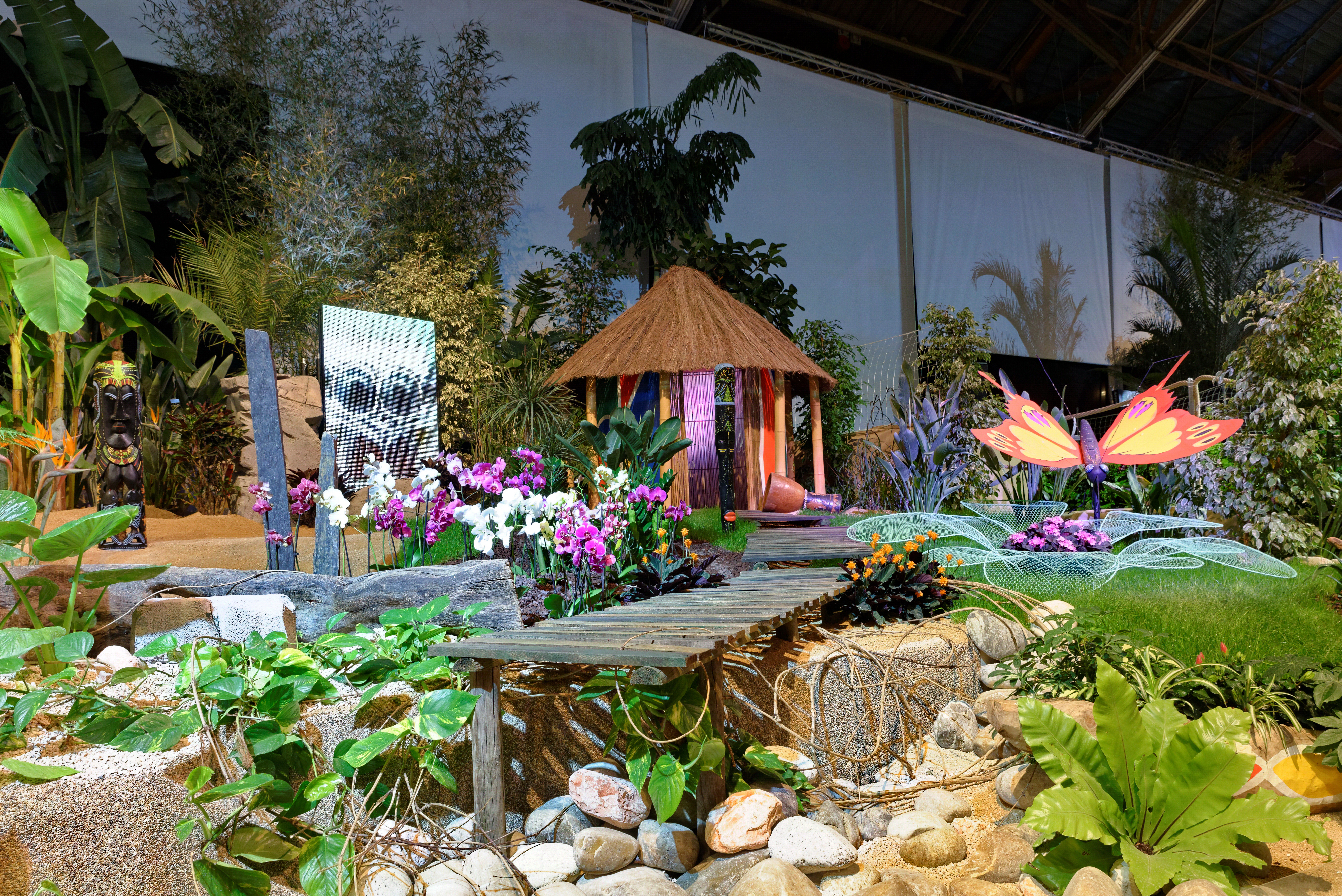
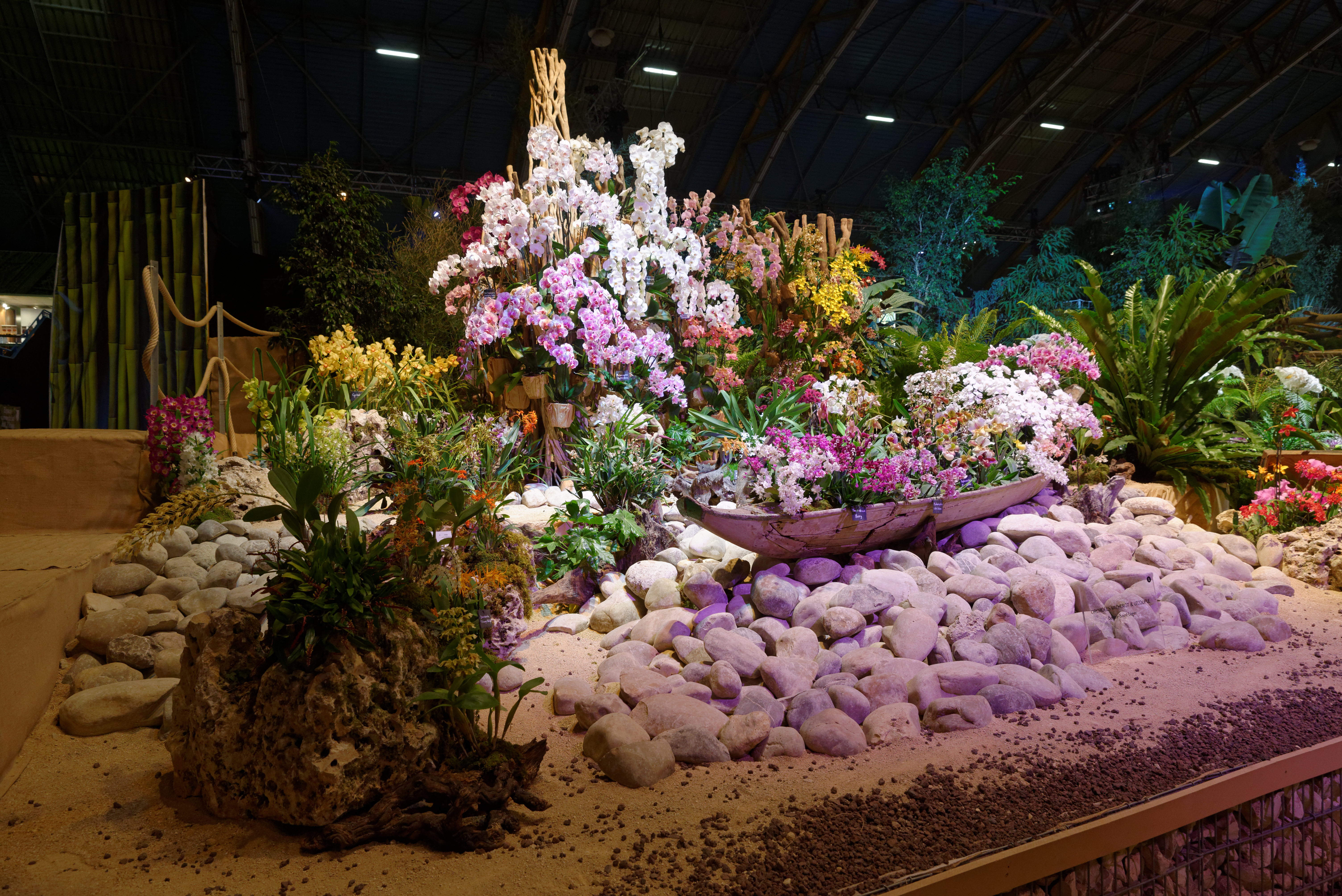
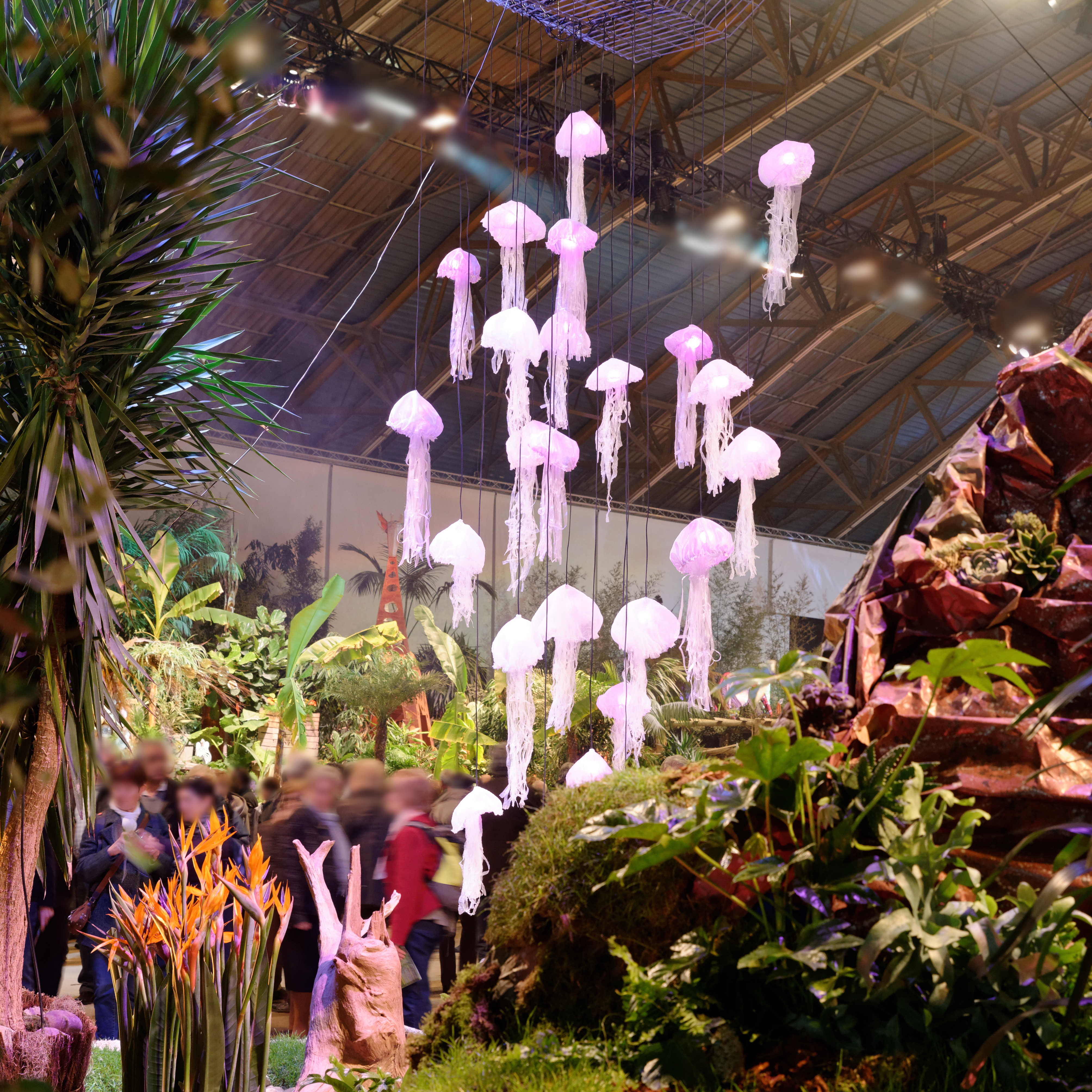
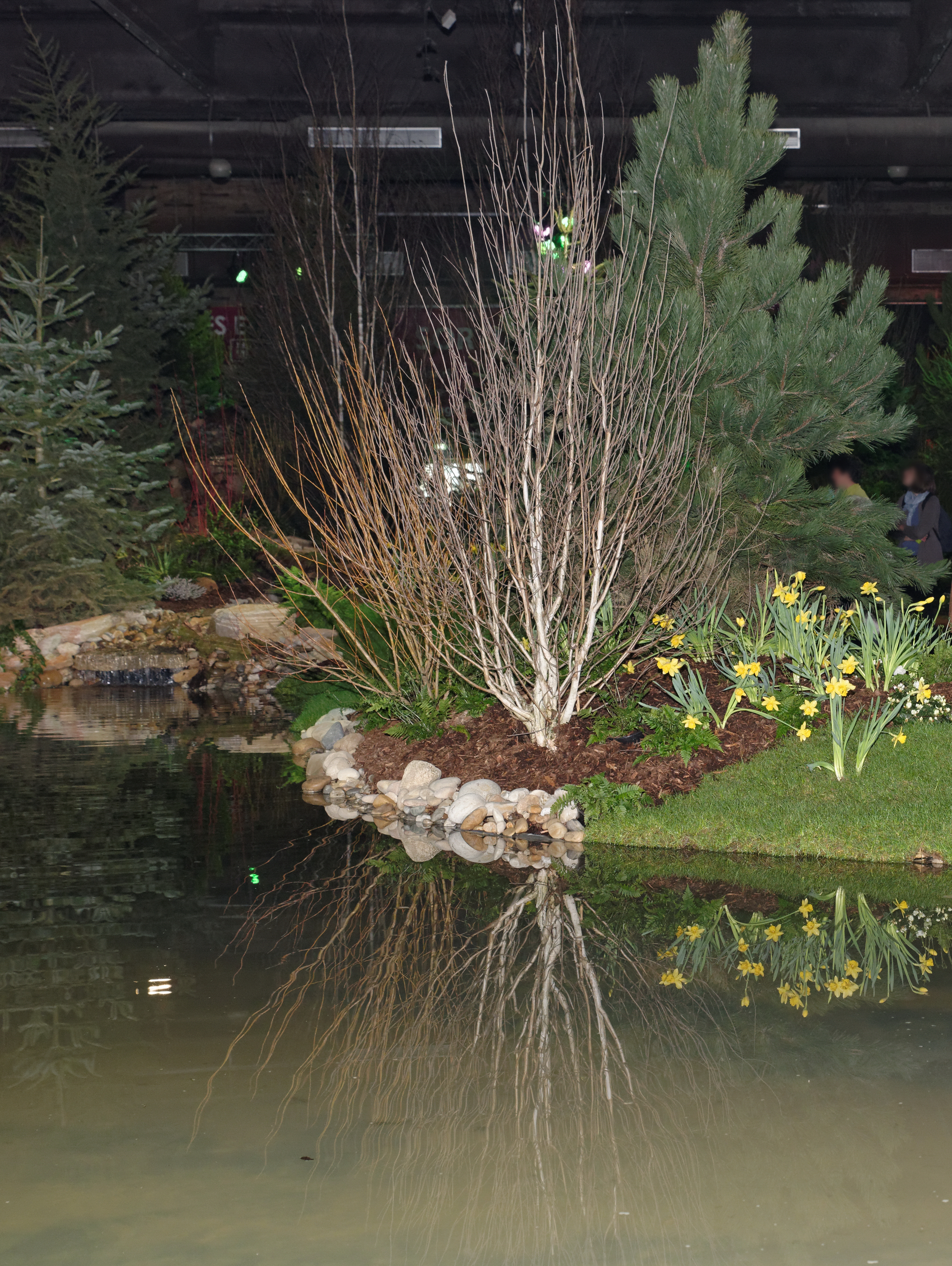